# Certamen de Cantautores Ciudad de Melilla
El Certamen de Cantautores Ciudad de Melilla es un concurso musical celebrado anualmente en la ciudad autónoma española de Melilla. Dedicado a la canción de autor en lengua castellana, el certamen fue creado en el año 2000 con el objetivo de promover la creación musical y descubrir nuevos talentos en el ámbito de la música de autor.
Desde su fundación, el evento ha sido organizado por la Consejería de Cultura en colaboración con la Sociedad General de Autores y Editores (SGAE).

## Historia
El certamen nació a comienzos del siglo XXI como una iniciativa cultural orientada a potenciar la proyección de jóvenes cantautores de todo el territorio español. Con el paso de los años, ha logrado consolidarse como uno de los concursos de canción de autor más longevos del país.
La primera edición tuvo lugar en el año 2000, siendo Noé Muñoz (Melilla) el primer ganador. A partir de entonces, el certamen ha acogido anualmente a artistas procedentes de toda España, y en algunas ocasiones, de otros países hispanohablantes.
Uno de los hitos destacados del certamen fue la edición de 2011, en la que la malagueña María Peláez se convirtió en la primera mujer ganadora.

## Organización
El certamen está gestionado y promovido por la Consejería de Cultura, que se encarga de su financiación, convocatoria y logística general. La organización también cuenta con el apoyo de la Sociedad General de Autores y Editores (SGAE), que colabora en aspectos relacionados con la autoría musical y los derechos de los participantes.
La selección de los finalistas se realiza a través de un proceso de preselección basado en maquetas enviadas por los participantes. Un jurado compuesto por profesionales del sector musical —incluyendo músicos, productores, periodistas y representantes de entidades culturales— es el encargado de valorar las obras y decidir los premios.
La gala final se celebra en el Palacio de Exposiciones y Congresos de Melilla, donde los finalistas presentan sus canciones en directo ante el jurado y el público.

## Características
El certamen está dirigido a cantautores mayores de edad, residentes en España o en el extranjero, que presenten composiciones originales e inéditas en lengua castellana. Cada participante puede presentar hasta dos canciones, con una duración máxima de cinco minutos cada una.
Los finalistas seleccionados actúan en directo en el Palacio de Exposiciones y Congresos de Melilla, donde un jurado especializado decide los premiados.

## Premios
Los premios han variado ligeramente a lo largo de los años. En ediciones recientes, la dotación ha sido la siguiente:
- Primer premio: 3.000 €
- Segundo premio: 2.000 €
- Tercer premio: 1.700 €
- Cuarto premio: 1.400 €
- Quinto premio: 1.100 €
- Premio especial para el mejor artista local: 1.100 €
- Accésits para finalistas: 600 €

## Ganadores
A continuación, se presenta una lista de ganadores de cada edición del certamen:
| Año  | Ganador               | Procedencia                      |
| ---- | --------------------- | -------------------------------- |
| 2000 | Noé Muñoz             | Melilla                          |
| 2001 | Pedro Manuel Sosa     | Huelva                           |
| 2002 | José Javier Díaz      | Madrid                           |
| 2003 | Alfonso Moreno        | Málaga                           |
| 2004 | Diego Cantero         | Murcia                           |
| 2005 | Alfonso Moreno        | Málaga                           |
| 2006 | Pablo Ramírez Faura   | Málaga                           |
| 2007 | Federico Comín        | Argentina (residente en Granada) |
| 2008 | Alfonso Moreno        | Málaga                           |
| 2009 | Alfonso Salas         | León                             |
| 2010 | Juan Gómez 'El Kanka' | Málaga                           |
| 2011 | María Peláez          | Málaga                           |
| 2012 | Alfonso Salas         | León                             |
| 2013 | Fran Fernández        | Granada                          |
| 2014 | Álvaro Ruiz           | Sevilla (afincado en Madrid)     |

## Sede
Las actuaciones finales del certamen se celebran en el Palacio de Exposiciones y Congresos de Melilla, espacio habitual para eventos culturales de la ciudad.

## Importancia cultural
El certamen ha contribuido al fomento de la música de autor en España, sirviendo como plataforma para artistas emergentes que, en algunos casos, han desarrollado posteriormente carreras profesionales de relevancia nacional. Además, constituye una parte significativa del calendario cultural melillense.